# 이치쓰보역
이치쓰보역(일본어: 市坪駅 이치츠보에키[*])은 일본 에히메현 마쓰야마시에 있는 시코쿠 여객철도 요산선의 역이다. 역 번호는 U01이며, 상대식 승강장 2면 2선의 구조를 지닌 지상역이다.

## 타는 곳
| 1 | ■ 요산 선 | (하행） | 이요시 · 우치코 · 이요나가하마 · 이요오즈 · 야와타하마 · 우와지마 방면 |
| 2 | ■ 요산 선 | (상행)  | 마쓰야마 · 이요호조 · 이마바리 · 이요사이조 방면                       |

## 역 주변
- 마쓰야마 추오 공원

## 역사
- 1935년 : 이 역 부근에 임시 역이 설치. 쓰바키미야 가승강장(일본어: 椿宮仮乗降場)으로서 설치.
- 1964년 10월 1일 : 이치쓰보역으로서 개업.
- 1987년 4월 1일 : 민영화에 의해, 시코쿠 여객철도로 이관.

## 인접 정차역
| 시코쿠 여객철도 요산선             | 시코쿠 여객철도 요산선 | 시코쿠 여객철도 요산선      |
| ---------------------------------- | ---------------------- | --------------------------- |
| Y 55 · U 00 마쓰야마 마쓰야마 방면 | 요산 선                | 기타이요 U 02 이요오즈 방면 |